# Coppa di Svizzera 2020-2021 (pallavolo maschile)
La Coppa di Svizzera 2020-2021 si è svolta dall'11 settembre 2020 al 27 marzo 2021: al torneo hanno partecipato 82 squadre di club svizzere e la vittoria finale è andata per la prima volta allo Jona.

## Regolamento
- Alla competizioni sono state ammesse tutte le squadre impegnate nei campionati di livello nazionale, ossia la Lega Nazionale A, Lega Nazionale B e 1. Lega, oltre che quelle impegnate nei campionati di livello regionale, ossia la 2. Lega,la 3. Lega e la 4. Lega.
- Tutti gli incontri si svolgono in gara unica, sempre in casa della formazione di categoria più bassa, ad eccezione della finale, giocata in campo neutro; nel caso in cui due formazioni provenissero dalla stessa categoria, si gioca in casa di quella col peggior piazzamento nella stagione precedente.
- Le squadre di livello provinciale scendono in campo fin dal primo turno, quelle provenienti dalla 1. Lega debuttano al secondo turno, quelle provenienti dalla Lega Nazionale B al quinto turno e quelle provenienti dalla Lega Nazionale A agli ottavi di finale.

A causa della pandemia di COVID-19 in Svizzera: 
- Il 27 ottobre 2020 la SV ha annunciato l'interruzione di tutti i campionati dalla Lega Nazionale B (compresa) in giù, cancellando pertanto i restanti incontri del terzo turno[2].
- Il 17 dicembre 2020 la SV ha annunciato la ripresa del torneo con la sola partecipazione delle squadre provenienti dalla Lega Nazionale A, impegnate dagli ottavi di finale; tutti gli accoppiamenti sono stati sorteggiati[3].

## Squadre partecipanti
| - Aarau - Allschwil - Amriswil - Andwil-Arnegg - Appenzeller Bären - Audax - Bubendorf - Buochs - Bussigny - Bütschwil - CERN - CAP - Chênois - Cheseaux - Chur - Delémont - Dragons Lugano - Eburo - Einsiedeln - Emmen-Nord - Estavayer | - Freies Gymnasium - Friburgo - Galina - Gelterkinden - Goldach - Hochdorf Audacia - Jona - Kanti Baden - Kanti Limmattal - Klettgau - La Chaux-de-Fonds - La Côte - Langenthal - Laufen - Le Locle - Linth - Los Unidos - Losanna - Losanna UC - Lucerna - Lunkhofen | - Malters - March - Martigny - Mellingen - Muri Berna - Mutschellen - Muttenz - Näfels - Neuchâtel - Nidau - OTA - Obwalden - Oerlikon - Orbe - Porrentruy - Rämi Zurigo - Rheno - SNVB - Schönenwerd - Seuzach | - Sierre - Smash Winterthur - Spada Academica - Spiez - Stäfa - Sursee - Swiss - Therwil - Thun - Tornado Adliswil - Traktor Basilea - Uni Berna - Uster - Wädivolley - Warth-Weiningen - Wiedikon - Wil - Wittenbach - Wyna - Yverdon |

## Torneo

### Primo turno
| 11 settembre 2020 Sporthalle Baldegg, Baldegg Durata: - - Spettatori: -            | Hochdorf Audacia  | 1 - 3 | Laufen            | 25-23, 17-25, 22-25, 14-25        |
| 17 settembre 2020 Kriegacker, Muttenz Durata: - - Spettatori: -                    | Muttenz           | 0 - 3 | Allschwil         | 9-25, 15-25, 15-25                |
| 17 settembre 2020 Amarante, Estavayer-le-Lac Durata: - - Spettatori: -             | Estavayer         | 0 - 3 | Langenthal        | 15-25, 12-25, 9-25                |
| 18 settembre 2020 Gymnase Bois-Noir, La Chaux-de-Fonds Durata: - Spettatori:       | La Chaux-de-Fonds | 0 - 3 | La Côte           | 14-25, 20-25, 19-25               |
| 18 settembre 2020 Salle Ecole, Prez-Vers-Noréaz Durata: - - Spettatori: -          | CAP               | 3 - 2 | Friburgo          | 23-25, 25-21, 24-26, 25-21, 16-14 |
| 21 settembre 2020 Vereinshalle Sarnen, Sarnen Durata: h: - Spettatori:             | Obwalden          | 0 - 3 | Bubendorf         | 17-25, 23-25, 25-27               |
| 21 settembre 2020 Doppelturnhalle Feld, Kloten Durata: - - Spettatori: -           | Swiss             | 0 - 3 | Rämi Zurigo       | 12-25, 10-25, 27-29               |
| 21 settembre 2020 Schweikrüti, Gattikon Durata: h: - Spettatori:                   | OTA               | 0 - 3 | Audax             | 18-25, 20-25, 20-25               |
| 22 settembre 2020 OZ Grünau, Wittenbach Durata: - - Spettatori: -                  | Wittenbach        | 0 - 3 | Bütschwil         | 21-25, 18-25, 25-27               |
| 24 settembre 2020 Kantonale Maturitätsschule, Zurigo Durata: - - Spettatori: -     | Spada Academica   | 0 - 3 | Klettgau          | 17-25, 24-26, 26-28               |
| 24 settembre 2020 Freies Gymnasium, Zurigo Durata: - - Spettatori: -               | Freies Gymnasium  | 1 - 3 | Tornado Adliswil  | 17-25, 18-25, 26-24, 16-25        |
| 24 settembre 2020 Krämeracker, Uster Durata: - - Spettatori: -                     | Uster             | 3 - 1 | Appenzeller Bären | 22-25, 25-18, 25-20, 25-18        |
| 24 settembre 2020 Kleine Kreuzzelg 3, Mellingen Durata: - - Spettatori: -          | Mellingen         | 0 - 3 | Los Unidos        | 16-25, 15-25, 21-25               |
| 25 settembre 2020 Mehrzweckhalle, Warth-Weiningen Durata: - - Spettatori: -        | Warth-Weiningen   | 1 - 3 | Goldach           | 14-25, 25-20, 18-25, 15-25        |
| 25 settembre 2020 Sporthalle Mühleholz 2, Vaduz Durata: - - Spettatori: -          | Galina            | 3 - 1 | Wiedikon          | 25-16, 25-10, 23-25, 25-23        |
| 25 settembre 2020 Kantonsschule, Heerbrugg Durata: - - Spettatori: -               | Rheno             | 3 - 0 | Linth             | 25-21, 25-16, 25-14               |
| 26 settembre 2020 Steinacher, Au Durata: - - Spettatori: -                         | Wädivolley        | 3 - 0 | Seuzach           | 25-16, 30-28, 25-23               |
| 26 settembre 2020 Salle de la Tatironne, Bussigny Durata: h: - Spettatori:         | Bussigny          | 1 - 3 | Orbe              | 28-30, 20-25, 25-17, 21-25        |
| 28 settembre 2020 Kantonsschule Limmattal, Urdorf Durata: - - Spettatori: -        | Kanti Limmattal   | 0 - 3 | Smash Winterthur  | 25-27, 22-25, 23-25               |
| 30 settembre 2020 Salle Place d'Armes, Yverdon-les-Bains Durata: - - Spettatori: - | Eburo             | 0 - 3 | Yverdon           | 11-25, 19-25, 13-25               |
| 3 ottobre 2020 Halle de Gymnase Beau-Site, Le Locle Durata: - - Spettatori: -      | Le Locle          | 1 - 3 | Cheseaux          | 18-25, 25-17, 19-25, 21-25        |
| 4 ottobre 2020 OS Goubing, Sierre Durata: - - Spettatori: -                        | Sierre            | 1 - 3 | Neuchâtel         | 18-25, 25-22, 21-25, 16-25        |

### Secondo turno
| 4 ottobre 2020 Collège des Tuillières, Gland Durata: h: - Spettatori:             | La Côte          | 2 - 3 | Nidau            | 26-24, 22-25, 18-25, 25-21, 7-15  |
| 5 ottobre 2020 Spiezwiler, Spiez Durata: h: - Spettatori:                         | Spiez            | 0 - 3 | Langenthal       | 12-25, 15-25, 16-25               |
| 8 ottobre 2020 Sporthalle Hofmatt, Gelterkinden Durata: h: - Spettatori:          | Gelterkinden     | 1 - 3 | Sursee           | 25-16, 25-27, 17-25, 22-25        |
| 10 ottobre 2020 Grand-Vennes, Losanna Durata: - - Spettatori: -                   | Losanna          | 3 - 1 | Delémont         | 25-23, 15-25, 26-24, 25-22        |
| 11 ottobre 2020 École Aimée-Stitelmann, Plan-les-Ouates Durata: - - Spettatori: - | SNVB             | 3 - 0 | Porrentruy       | 25-18, 25-17, 25-9                |
| 11 ottobre 2020 CO Grandes-Communes, Petit-Lancy Durata: - - Spettatori: -        | CERN             | 1 - 3 | Martigny         | 24-26, 20-25, 25-23, 20-25        |
| 11 ottobre 2020 Neue Zimmerberghalle, Beringen Durata: - - Spettatori: -          | Klettgau         | 0 - 3 | Galina           | 14-25, 21-25, 11-25               |
| 12 ottobre 2020 Schulzentrum Muesmatt, Allschwil Durata: - - Spettatori: -        | Allschwil        | 0 - 3 | Aarau            | 16-25, 11-25, 23-25               |
| 13 ottobre 2020 Salle des Rives, Yverdon Durata: - - Spettatori: -                | Yverdon          | 1 - 3 | Cheseaux         | 26-28, 25-23, 22-25, 20-25        |
| 14 ottobre 2020 Mehrzweckhalle, Bettwil Durata: - - Spettatori: -                 | Los Unidos       | 2 - 3 | Kanti Baden      | 26-28, 25-17, 27-25, 18-25, 12-15 |
| 14 ottobre 2020 Sappeten, Bubendorf Durata: - - Spettatori: -                     | Bubendorf        | 3 - 0 | Mutschellen      | 25-21, 25-14, 25-15               |
| 15 ottobre 2020 Steinacher, Au Durata: - - Spettatori: -                          | Wädivolley       | 3 - 0 | Tornado Adliswil | 25-20, 25-19, 25-17               |
| 15 ottobre 2020 Salle Omnisports, Orbe Durata: - - Spettatori: -                  | Orbe             | 3 - 1 | Neuchâtel        | 25-14, 21-25, 25-12, 25-17        |
| 16 ottobre 2020 Kantonsschule, Heerbrugg Durata: - - Spettatori: -                | Rheno            | 3 - 2 | Rämi Zurigo      | 25-22, 25-20, 18-25, 16-25, 15-7  |
| 16 ottobre 2020 ISB, Muri bei Bern Durata: - - Spettatori: -                      | Muri Berna       | 3 - 0 | CAP              | 25-7, 25-21, 25-19                |
| 16 ottobre 2020 Sporthalle Tellenfeld, Amriswil Durata: - - Spettatori: -         | Audax            | 3 - 0 | Wil              | 25-18, 25-17, 32-30               |
| 17 ottobre 2020 Tränkebach, Stäfa Durata: - - Spettatori: -                       | Stäfa            | 0 - 3 | Bütschwil        | 14-25, 15-25, 13-25               |
| 18 ottobre 2020 Ebnet, Andwil Durata: h: - Spettatori:                            | Andwil-Arnegg    | 3 - 0 | Oerlikon         | 25-0, 25-0, 25-0                  |
| 18 ottobre 2020 Zinzikon, Winterthur Durata: - - Spettatori: -                    | Smash Winterthur | 3 - 0 | March            | 25-16, 25-15, 25-18               |
| 18 ottobre 2020 Sporthalle Gymnasium, Laufen Durata: - - Spettatori: -            | Laufen           | 3 - 0 | Wyna             | 25-18, 25-17, 25-13               |
| 18 ottobre 2020 Palestra Lambertenghi, Lugano Durata: - - Spettatori: -           | Dragons Lugano   | 2 - 3 | Therwil          | 20-25, 17-25, 25-21, 25-22, 12-15 |
| 18 ottobre 2020 Turnhalle, Oberlunkhofen Durata: - - Spettatori: -                | Lunkhofen        | 1 - 3 | Emmen-Nord       | 28-30, 25-21, 27-29, 18-25        |
| 18 ottobre 2020 Bachfeld, Goldach Durata: - - Spettatori: -                       | Goldach          | 0 - 3 | Einsiedeln       | 23-25, 7-25, 19-25                |
| 18 ottobre 2020 Sporthalle ZSSW, Berna Durata: - - Spettatori: -                  | Thun             | 2 - 3 | Uni Berna        | 25-20, 18-25, 25-23, 13-25, 12-15 |

### Terzo turno
| 14 ottobre 2020 Breitli, Buochs Durata: - - Spettatori: -                     | Buochs        | 3 - 1 | Chur       | 23-25, 25-14, 25-18, 25-23 |
| 23 ottobre 2020 Salle Derrière-la-Ville 5, Cheseaux Durata: - - Spettatori: - | Cheseaux      | 0 - 3 | Muri Berna | 25-27, 20-25, 20-25        |
| 24 ottobre 2020 Doppelturnhalle Ebnet, Andwil Durata: h: - Spettatori:        | Andwil-Arnegg | 3 - 0 | Malters    | 27-25, 28-26, 25-15        |

### Quarti di finale
| 31 gennaio 2021 Betoncoupe Arena, Schönenwerd Durata: - - Spettatori: -      | Schönenwerd | 3 - 2 | Amriswil        | 25-22, 15-25, 25-19, 20-25, 15-13 |
| 31 gennaio 2021 Centre sportif de Dorigny, Losanna Durata: - - Spettatori: - | Losanna UC  | 3 - 1 | Näfels          | 25-23, 25-17, 18-25, 25-18        |
| 31 gennaio 2021 Centre Sportif Sous-Moulin, Thônex Durata: - - Spettatori: - | Chênois     | 3 - 0 | Traktor Basilea | 25-13, 25-17, 25-19               |
| 8 febbraio 2021 Bahnhofhalle, Lucerna Durata: - - Spettatori: -              | Lucerna     | 1 - 3 | Jona            | 23-25, 25-22, 17-25, 15-25        |

### Semifinali
| 14 febbraio 2021 Betoncoupe Arena, Schönenwerd Durata: - - Spettatori: - | Schönenwerd | 3 - 0 | Losanna UC | 25-21, 25-20, 26-24        |
| 14 febbraio 2021 Stadio Grünfeld, Jona Durata: - - Spettatori: -         | Jona        | 3 - 1 | Chênois    | 25-23, 28-30, 25-22, 25-21 |

### Finale
| 27 marzo 2021 Axa-Arena, Winterthur Durata: - - Spettatori: - | Schönenwerd | 2 - 3 | Jona | 25-12, 25-22, 24-26, 23-25, 12-15 |